# Воулкел, Райли
Райли Воулкел (англ. Riley Voelkel; род. 26 апреля 1990) — американская актриса. Наиболее известна благодаря роли Фрейи Майклсон в телесериалах «Первородные» и «Наследие», а также роли Дженны Джонсон в сериале «Служба новостей» и юной Фионы Гуд в сериале «Американская история ужасов: Шабаш».

## Биография
Райли родилась в городе Элк-Гров, Калифорния, но выросла в Канаде. В школе девушка была сильно заинтересована в спорте, она являлась частью софтбольной команды в течение 9 лет.
После окончания школы Райли планировала поступить в университет, но за месяц до этого она услышала по радио, что в город приехал модельный агент и решила попробовать себя на этом поприще. Агент отметил её модельные перспективы, и девушка поехала в Лос-Анджелес, где её внешность заинтересовала ещё несколько агентов.
Вскоре после переезда в «Город Ангелов» Райли записалась слушательницей на рекомендованные одним из агентов курсы актёрского мастерства, что в итоге принесло свои плоды.
Первой работой Воулкел стала эпизодическая роль девушки в клубе в картине «Социальная сеть». Позднее Райли удаётся получить ведущую роль в фильме «Тайная жизнь мужланов». С 2012 по 2014 год играла запоминающуюся роль студентки Дженны Джонсон в ключевой сцене первой серии первого сезона телесериала «Новости». Но настоящую популярность во всём мире Райли обретает, сыграв старшую сестру первородной семьи — Фрею Майклсон, в успешном спин-офф шоу популярного телесериала канала CW «Дневники вампира» — «Первородные».
В 2015 году сыграла в пилотном эпизоде сериала «Дело чести», который так и не вышел на экраны.

## Фильмография
| Год       |   | Русское название                   | Оригинальное название        | Роль                  |
| --------- | - | ---------------------------------- | ---------------------------- | --------------------- |
| 2010      | с | Блеск славы                        | Glory Daze                   | Кэролайн              |
| 2010      | ф | Социальная сеть                    | The Social Network           | Девушка из клуба      |
| 2011      | ф | Выпускной                          | Prom                         | Клэр                  |
| 2012      | с | Менталист                          | The Mentalist                | Тристан               |
| 2012      | ф | Скрытая луна                       | Hidden Moon                  | Кристин               |
| 2012—2014 | с | Новости                            | The Newsroom                 | Дженна Джонсон        |
| 2013      | с | Американская история ужасов: Шабаш | American Horror Story: Coven | Фиона Гуд в молодости |
| 2013      | ф | Синтезаторы                        | Synthesizers                 | Девушка из клуба      |
| 2013      | ф | Тайная жизнь мужлановых            | The Secret Lives of Dorkss   | Кэрри Смит            |
| 2014      | с | Хор                                | Glee                         | Сэм                   |
| 2014—2018 | с | Древние                            | The Originals                | Фрейя Майклсон        |
| 2015      | с | Дело чести                         | Point of Honor               | Лорелей Самнер        |
| 2016      | ф | —                                  | Advance & Retreat            | Элисон Синклер        |
| 2016      | ф | Болтушка                           | Scrambled                    | Кристина              |
| 2019—2022 | с | Розуэлл, Нью-Мексико               | Roswell, New Mexico          | Дженна Камерон        |
| 2019—2022 | с | Наследие                           | Legacies                     | Фрея Майклсон         |
| 2020      | с | Кайфтаун                           | Hightown                     | Рене Шоу              |
| 2022      | с | Медики Чикаго                      | Chicago Med                  | Милена Йованович      |